# Ermanno di Lussemburgo
Ermanno I di Lussemburgo (1035 circa – Cochem, 28 settembre 1088) è stato un nobile tedesco, fu conte di Salm dal 1059 e antire dei Romani in contrapposizione a Enrico IV di Franconia dal 1081 al 1088.

## Origine
Ermanno era figlio della moglie del conte di Salm e di Longwy, poi conte di Lussemburgo e difensore dell'abbazia di San Massimino di Treviri e del monastero di San Willibrod di Echternach, Giselberto, di cui non si conoscono né il nome né gli ascendenti, che prima di sposare Giselberto, aveva avuto un altro marito: infatti il Mariani Scotti Chronicon, citando Ermanno ed il fratello Corrado (lui senz'altro figlio di Giselberto, come conferma la Chronica Albrici Monachi Trium Fontium), li definisce (Cuonradi fratrem Herimannum, Heinrici de Lacha fratris filium), ed il Casus Monasterii Petrihusensis, definisce Ermanno (Herimannum) discendente dei Glicberg (genere Francum de Glicberg); mentre il Bernoldi Chronicon li cita come fratelli, figli dello stesso padre (Chonradus comes, frater Heremanni regis).

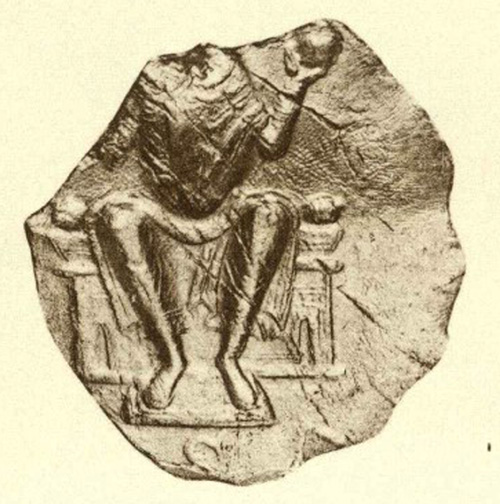
Ermanno

Giselberto di Lussemburgo era figlio del conte di Moselgau e difensore delle abbazie di Stablo e Malmedy, Federico di Lussemburgo, come ci viene confermato dalla Histoire généalogique de la maison royale de Dreux (Paris), Luxembourg e della moglie di cui non si conosce il nome, che era figlia di Ermetrude, discendente dai Corradinidi, come ci viene confermato dalla Vita Adelheidis abbatissæ Vilicensis, conti e duchi della Franconia.

## Biografia
Secondo John Allyne Gade, nel suo Luxembourg in the Middle Ages (non consultato), suo padre o patrigno, Giselberto era divenuto conte di Salm per via del matrimonio; infatti nel documento n° 306 del Mittelrheinisches Urkundenbuch I, del 1035, Giselberto viene citato come testimone, col titolo di conte di Salm.
Suo padre o patrigno, Giselberto morì nel 1059. John Allyne Gade, nel suo Luxembourg in the Middle Ages (non consultato), asserisce che Giselberto trovò la morte, in Italia, durante una rivolta.
Corrado gli succedette come Corrado I conte di Lussemburgo, mentre la contea di Salm andò a Ermanno, avvalorando la tesi di John Allyne Gade, che, Giselberto era divenuto conte di Salm per via del matrimonio e che Emanno fosse figlio di primo letto della moglie di Giselberto e madre del fratellastro, Corrado.
Nel 1081, dopo la morte di Rodolfo di Svevia che era stato eletto re dei Romani in opposizione all'imperatore, Enrico IV di Franconia, Ermanno fu a sua volta eletto anti-re e contrapposto ad Enrico IV, mentre quest'ultimo si trovava in Italia. Secondo il Bruno De Bello Saxonico, i Sassoni e gli Svevi si riunirono nelle vicinanze di Bamberga, e, dopo lunghe discussioni, all'unanimità, elessero re Ermanno, fratello di Corrado I, conte di Lussemburgo e nipote di Ermanno II di Lotaringia, conte palatino del Reno, e, secondo il Mariani Scotti Chronicon, Ermanno, in Sassonia, venne unto re e incoronato il giorno di Natale di quello stesso anno.
Secondo il Bernoldi Chronicon, il fratello o fratellastro, Corrado I fu sempre sostenitore di Enrico IV (indefessus fautor Heinrici).
Nel 1082, Ermanno si mosse verso il sud della Svevia, creando qualche preoccupazione ad Enrico IV, che temeva una discesa in Italia; ma la morte dei suoi più potenti alleati militari, Lotario Udo II, margravio della marca del Nord, in quello stesso anno e di Ottone di Northeim, nel gennaio del 1083, i cui figli erano troppo giovani per poterlo sostenere, lo fecero desistere dal tentativo, e in quello stesso anno fece precipitosamente ritorno in Sassonia.
Nel 1085 il sovrano tornò in Germania per affrontare Ermanno, ed entrò in Sassonia; ma, nel 1086 ci fu una reazione e fu posto l'assedio a Würzburg dove, Enrico venne affrontato e sconfitto nella battaglia di Pleichfeld; questo scontro viene ricordato nel Bernoldi Chronicon del 1086: il cronista, Bernoldo di Costanza, prese parte all'avvenimento, riporta che Enrico IV fu tra i primi a fuggire.
Ermanno fu tuttavia soverchiato dall'abilità del rivale e costretto a ritirarsi nei suoi possedimenti, morendo nel suo castello durante un assedio ad un castello; anche la Histoire généalogique de la maison royale de Dreux (Paris), Luxembourg ci riporta che nel 1088, Ermanno si ritirò in Lotaringia, rinunciando al titolo regale.
Circa la morte, pare che fu colpito alla testa da una pietra lanciata dal castello che assediava. Ancora secondo la Histoire généalogique de la maison royale de Dreux (Paris), Luxembourg gli succedette il figlio Ermanno II. Secondo le Cronache di San Gallo, fu ucciso in un agguato nella sua terra natia in Lotaringia.

## Matrimonio e figli
Ermanno aveva sposato una donna di cui non conosciamo gli ascendenti, di nome Sofia, come ci informa il Monumenta Boica, Vol. XXIX, Pars altera, Codex Pataviensis (non consultato).
Ermanno da Sofia ebbe due figli:
- Ermanno (ca. 1075 † 1135), conte di Salm[14];
- Ottone (ca. 1075 † 1150), conte palatino del Reno[14].

## Ascendenza
|                           |   |                      | Genitori                |  |  | Nonni |  |  | Bisnonni                |  |  | Trisnonni          |  |
|                           |   |                      |                         |  |  |       |  |  | Sigfrido di Lussemburgo |  |  | Vigerico di Bidgau |  |
|                           |   |                      |                         |  |  |       |  |  | Sigfrido di Lussemburgo |  |  | Vigerico di Bidgau |  |
|                           |   | Cunegonda            |                         |  |  |       |  |  | Sigfrido di Lussemburgo |  |  |                    |  |
| Federico di Lussemburgo   |   |                      |                         |  |  |       |  |  | Sigfrido di Lussemburgo |  |  |                    |  |
|                           |   | Edvige di Nordgau    | Eberardo IV di Nordgau  |  |  |       |  |  |                         |  |  |                    |  |
|                           |   | Edvige di Nordgau    | Eberardo IV di Nordgau  |  |  |       |  |  |                         |  |  |                    |  |
|                           |   | Edvige di Nordgau    | Luitgarda di Lotaringia |  |  |       |  |  |                         |  |  |                    |  |
| Giselberto di Lussemburgo |   | Edvige di Nordgau    |                         |  |  |       |  |  |                         |  |  |                    |  |
|                           |   | Eriberto di Wetterau | Odo di Wetterau         |  |  |       |  |  |                         |  |  |                    |  |
|                           |   | Eriberto di Wetterau | Odo di Wetterau         |  |  |       |  |  |                         |  |  |                    |  |
|                           |   | Eriberto di Wetterau | Cunigonda di Vermandois |  |  |       |  |  |                         |  |  |                    |  |
| Ermetrude di Wetterau     |   | Eriberto di Wetterau |                         |  |  |       |  |  |                         |  |  |                    |  |
|                           |   | …                    | …                       |  |  |       |  |  |                         |  |  |                    |  |
|                           |   | …                    | …                       |  |  |       |  |  |                         |  |  |                    |  |
|                           |   | …                    | …                       |  |  |       |  |  |                         |  |  |                    |  |
| Ermanno I di Lussemburgo  |   | …                    |                         |  |  |       |  |  |                         |  |  |                    |  |
|                           | … | …                    |                         |  |  |       |  |  |                         |  |  |                    |  |
|                           | … | …                    |                         |  |  |       |  |  |                         |  |  |                    |  |
|                           | … | …                    |                         |  |  |       |  |  |                         |  |  |                    |  |
| …                         | … |                      |                         |  |  |       |  |  |                         |  |  |                    |  |
|                           |   | …                    | …                       |  |  |       |  |  |                         |  |  |                    |  |
|                           |   | …                    | …                       |  |  |       |  |  |                         |  |  |                    |  |
|                           |   | …                    | …                       |  |  |       |  |  |                         |  |  |                    |  |
| …                         |   | …                    |                         |  |  |       |  |  |                         |  |  |                    |  |
|                           |   | …                    | …                       |  |  |       |  |  |                         |  |  |                    |  |
|                           |   | …                    | …                       |  |  |       |  |  |                         |  |  |                    |  |
|                           |   | …                    | …                       |  |  |       |  |  |                         |  |  |                    |  |
| …                         |   | …                    |                         |  |  |       |  |  |                         |  |  |                    |  |
|                           |   | …                    | …                       |  |  |       |  |  |                         |  |  |                    |  |
|                           |   | …                    | …                       |  |  |       |  |  |                         |  |  |                    |  |
|                           |   | …                    | …                       |  |  |       |  |  |                         |  |  |                    |  |
|                           |   | …                    |                         |  |  |       |  |  |                         |  |  |                    |  |

### Fonti primarie
- (LA)  Monumenta Germaniae Historica, Scriptores, tomus V.
- (LA)  Monumenta Germaniae Historica, Scriptores, tomus XV.2.
- (LA)  Monumenta Germaniae Historica, Scriptores, tomus XX.
- (LA)  Monumenta Germaniae Historica, Scriptores, tomus XXIII.
- (LA)  Mittelrheinisches Urkundenbuch, I.

### Letteratura storiografica
- Z.N. Brooke, La Germania sotto Enrico IV e Enrico V, in «Storia del mondo medievale», vol. IV, 1999, pp. 422–482
- (FR)  Histoire généalogique de la maison royale de Dreux (Paris), Luxembourg.